# TuS Heven
Der TuS Heven ist ein Sportverein aus Witten. Die erste Herrenmannschaft der Abteilung Fußball spielte zwei Jahre in der fünftklassigen Oberliga Westfalen. Neben der Fußballabteilung bietet der Verein noch die Sportarten Turnen, Tennis und Skat an.

## Geschichte
Im Jahr 1909 wurde der Vorgängerverein FC-Union Heven 09 gegründet. Die Vereinsfarben waren schwarz und weiß. In der Zeit des Ersten Weltkriegs gliederte sich Westfalia Heven dem Verein an. Darauf folgten weitere Zusammenschlüsse mit der Turngesellschaft Jahn und dem VfB Wannen. Im Jahre 1933 folgte aufgrund der Gleichschaltung im Sport die Vereinigung mit dem Ruhrtaler Fußballclub und die Umbenennung in Spielvereinigung Heven. 1945 genehmigte der Regierungspräsident die Gründung eines Zentralsportvereins in Heven. Am 2. September 1945 kam es zur Gründungsversammlung des Turn- und Sportverein Heven. Die Vereinsfarben wurden auf blau und weiß festgelegt. Am 12. Mai 1978 fusionierten dann die beiden Hevener Vereine FC Heven 67 und TuS Heven 09 zum TuS Heven 09/67.
Unter diesem Namen starteten die Hevener in der Bezirksliga, mussten aber 1980 den Gang in die Kreisliga A antreten. 1985 gelang der Wiederaufstieg, dem vier Jahre später der Aufstieg in die Landesliga folgte. Im Jahre 1994 schafften die Hevener den Aufstieg in die Verbandsliga, wo sie 1997 den vierten Platz erreichten. Nach zwei Abstiegen in Folge kehrte der Verein im Jahre 2000 wieder in die Bezirksliga zurück. Nach Vizemeisterschaften hinter dem Geiseker SV und TuRa Rüdinghausen gelang 2003 der Wiederaufstieg in die Landesliga, ehe es sechs Jahre später wieder runter in die Bezirksliga ging.
Mit einem 4:0 gegen den TuS Hattingen machte der TuS Heven am 29. April 2010 die sofortige Rückkehr in die Landesliga perfekt. Die folgende Landesligasaison 2010/11 beendete der Neuling auf Platz zwei hinter dem FC Brünninghausen, welcher zur Teilnahme an der Aufstiegsrelegation berechtigte. Nach einem 4:1-Sieg gegen den Hasper SV gelang der direkte Durchmarsch in die Westfalenliga. Trotz bescheidener finanzieller Mittel war auch hier noch nicht Schluss, der Aufstieg in die wieder gegründete, fünftklassige Oberliga Westfalen gelang am vorletzten Spieltag.
Im Jahre 2014 folgte nach einer 1:3-Niederlage bei der TSG Sprockhövel am letzten Spieltag der Abstieg in die Westfalenliga. Es war der erste von drei Abstiegen in Folge, die die Hevener 2016 in die Bezirksliga brachten.

## Stadion
Der TuS Heven spielt in der Sportanlage am Haldenweg in Heven, welche einigen tausend Zuschauern Platz bietet, auch dank einer zum Teil überdachten Tribüne. Gespielt wird auf einem im Jahr 2009 neu gebauten Kunstrasenplatz mit Flutlichtanlage. Die Einweihung erfolgte am 20. Oktober 2009 mit einem Spiel gegen die Amateure von Borussia Dortmund.

## Bekannte Spieler
- Timo Achenbach
- Zlatan Alomerović
- Michael Griehsbach
- Jacek Janiak
- Christian Schreier